# Drumazon
Drumazon est un émulateur de boîte à rythmes Roland TR-909 au format VST, créé par l'éditeur polonais D16 Group Audio Software.

## Caractéristiques
La société polonaise D16 annonce en novembre 2006 la sortie de Drumazon premier du nom, d'abord programmée pour le 15 décembre de la même année. D16 publie entretemps une version démo 0.9.7 le 19 décembre sur Microsoft Windows, suivie d'une version 0.9.81 en janvier 2007 sur Windows et macOS.
Drumazon 2 sort en septembre 2023, soit 17 années après la sortie de sa première version. L'interface graphique et le fonctionnement du programme sont presque identiques à Drumazon premier du nom. Les possibilités sonores sont également fidèlement reproduites, mais le nombre de paramètres de la piste de synthèse pouvant être modifiés est considérablement augmenté par rapport au TR-909,,,. Les caractéristiques techniques incluent : l'émulation fidèle de tous les sons de la TR-909, l'implémentation MIDI, le séquenceur, et la synchronisation avec l'hôte.